# ماریا النا کیریاکو
ماریا النا کیریاکو (به انگلیسی: Maria Elena Kyriakou) (زاده ۱۱ ژانویه ۱۹۸۴) خواننده قبرسی-یونانی است.
او در مسابقه آواز یوروویژن ۲۰۱۵ نماینده یونان بود.